# رینگوود، ویکتوریا
رینگوود (به انگلیسی: Ringwood) یک منطقهٔ مسکونی در استرالیا است که در ویکتوریا (استرالیا) واقع شده‌است.